# GEM Fest
GEM Fest (Georgian Electronic Music Festival) est un festival de musique électronique organisé annuellement à Anaklia, en Géorgie, avec la volonté des organisateurs d'associer des grands noms de la musique électronique du monde et des talents en devenir.

## Histoire
Le festival est fondé après que le festival populaire ukrainien KaZantip qui a été temporairement déplacé en Géorgie en 2014 soit un échec. La partie géorgienne des organisateurs, dirigé par l’ancien dirigent de Georgian National Tourism Administration Giorgi Sigua reprend le festival et décidé de le développer au niveau local. Sigua annonce la création d’un nouveau festival en mai 2015 et la construction d'infrastructures. La promotion du festival est basée sur son influence positive sur le développement touristique de la région de Anaklia au bord de la mer Noire, et sur la venue de grands noms de la musique électronique.
« Ce moment marque une étape importante de la scène musicale géorgienne, puisque le DJ numéro un mondial monte sur scène dans la station balnéaire d'Anaklia, sur la mer Noire », selon CNN.
Le premier GEM Fest s’est tenu du 30 juillet au 7 août 2015. Pendant 9 jours, 125 artistes géorgiens et internationaux se sont produits sur scène pour plus de 10.000 spectateurs. Se sont produits en tête d’affiche : David August, Ellen Allien, Luciano, M.A.N.D.Y., Booka Shade, Who Made Who, Dubfire, Armin van Buuren, Tale of Us.
Le deuxième GEM Fest se tient du 10 au 14 aout 2016 à Anaklia avec 5 scènes. Les principaux artistes présent étaient Paul van Dyk, Petre Inspirescu, Mano Le Tough, Fedde le Grand, Paul Kalkbrenner, dOP, Dub FX, et GusGus.
Selon Giorgio Sigua, en 2016 le festival accueille 30 000 personnes, ce qui a été très apprécié par le gouvernement géorgien. Le premier ministre Giorgi Kvirikashvili visite le festival.

## Lieux
Le festival se situe sur la plage de Anaklia, une petite ville de la côte au bord de la mer noire, 27 km à l’ouest de Zougdidi. Anaklia est seulement à 95 km à l’ouest de Koutaïssi et à 81 km de l’aéroport international de Kutaisi, qui relie les grandes villes d’Europe via des compagnies aérienne low-cost WizzAir.
Le festival est aussi accessible de Batoumi (140 km) et Tbilissi (350 km). Pendant le festival, les trois villes (Batoumi, Tbilissi et Koutaïssi) sont reliés par des bus et minibus spéciaux GEM Fest party Zugdidi est relié aux villes de Batoumi et Tbilissi par le train.
« Le festival accueille un nombre important d’Iraniens qui dansent toute la nuit avec des arméniens et azéris. Les organisateurs ont de grands espoirs dans le GEM Fest, ce qui est vraiment spécial à propos de ce festival est qui crée un grand espace pour l’amusement dans une partie du monde où ce genre d’évènement est rare », selon Euronews.

## Programmations notables

### 2015
- Armin van Buuren, Booka Shade, David August, Dubfire, Ellen Allien, Luciano, M.A.N.D.Y., Petre Inspirescu, Rhadoo, Sunnery James & Ryan Marciano, Tale of Us, Tiefschwarz, WhoMadeWho, W&W

### 2016
- Tête d’affiche : Agoria, Anja Schneider, Boris Brejcha, Fedde Le Grand, GusGus, Paul Kalkbrenner, Paul Van Dyk, Stephan Bodzin
- Nouveaux noms : Acke, Germain, Johny Welder, Offbeat/nite, Machaidze, Niko, Rathie, Salome, Salom3, Shargiyya, Tabu, Tetechi, Toka

### 2017
L'événement a lieu du 14 juillet au 14 août 2017 à Anaklia.
- À l'affiche  : Aly et Fila, Audiofly, Axwell Λ Ingrosso, Dennis Ferrer, DJ Nikifor, dOP, Doubting Thomas, Dubfire, Fernando Costantini, Ferry Corsten, Gramophonedzie, GusGus, Honey Dijon, Joachim Pastor, Justin Mylo, Kollektiv Turmstrasse, Martin Garrix, Roger Sanchez, Sander van Doorn, Solomun, Sunnery James & Ryan Marciano, Steve Aoki, Swanky Tunes, Wolf + Lamb, Worakls.